# Dédé – Eriks Detektiv Deschamps
Dédé – Eriks Detektiv Deschamps, kurz auch Dédé genannt, ist eine Comicserie von Erik mit klassischem Krimiplot um einen Privatdetektiv aus Paris. Dédés Privatleben wird über die wiederkehrenden Personen, vorwiegend aus dem Umfeld seines Stammcafés, definiert. Die Fälle, gewöhnlich mystisch angehaucht, aber letztendlich rational erklärbar, stehen jedoch im Mittelpunkt. Erik selbst sieht den Comic als „erwachsen gewordenen Semi-Funny in der Tradition der franko-belgischen Klassiker. Nur eben ein bisschen böser.“

## Veröffentlichung
Das erste Album, Sind sie tot, Madame?, reifte in der Schublade fast zehn Jahre zu seiner endgültigen Form. Beeinflusst durch eine Hergé-Ausstellung orientierte sich die Erstfassung grafisch stark an der klassischen Ligne claire, hatte inhaltlich aber bereits viel von der dritten (und End-) Fassung. 2007 schickte Erik ein Dossier mit einer zweiten Version (fertig gezeichnet, getuscht und auf Französisch gelettert), zwei Kurzgeschichten von je 22 Seiten um Detektiv Dédé (in gleicher Form ausgearbeitet) sowie erster Entwürfe des zweiten Albums an einen frankobelgischen Verlag, erhielt jedoch eine Absage. Neben der zeichnerischen Reife unterscheidet sich die zweite von der Endfassung auch im Charakterdesign der Hauptfigur erheblich. Die Kurzgeschichten plant Erik ebenfalls neu zu zeichnen, da er mit den Geschichten nach wie vor sehr zufrieden ist, mit den Zeichnungen jedoch nicht mehr, sodass er sie nicht in dieser Urform veröffentlichen will. Auch drei weitere 22-Seiter harren bislang noch der eventuellen Überarbeitung und Veröffentlichung.
Trotzdem war Dédé letztendlich Eriks erster gedruckter Comic. Das Debütalbum erschien im Mai 2010 und damit einen Monat vor dem Vorabdruck des ersten Kapitels von Deae ex machina in Comix 06/2010. Erik kam unter Vertrag beim Nordhastedter Epsilon Verlag, dem die Veröffentlichung des mehreren 100 Seiten umfangreiches Epos Deae, gleich dem französischen Kollegen bei Eiszeit (vorerst) zu riskant schien. Bekannt war zu dem Zeitpunkt Eriks Arbeit dem Verlagsleiter Mark O. Fischer bereits, bekleidete dieser auch die Funktion des Chefredakteurs des Comicmagazin Zack als im April 2009 dort ein Interview mit Erik abgedruckt wurde. Also einigte man sich auf eine abgeschlossene Geschichte von 46 Seiten, mit Option auf eine Serie und basierend auf dem früheren Konzept.
Im Gegensatz zu den Deae, die ursprünglich für eine A5-Veröffentlichung geplant wurden und bei der die Zeichnungen letztlich mit einer Verkleinerung auf 90 % ihrer Originalgröße in A4 reproduziert wurden, war Dédé von Anbeginn auf das Albenformat angelegt, wurde im A3 Format gezeichnet und auf 70 % verkleinert gedruckt. Obwohl Erik dabei den Mehraufwand etwas unterschätzte und nach halb verstrichener Deadline das Album erst zu einem Drittel fertig hatte konnte er den Termin einhalten und es rechtzeitig zum Comic-Salon Erlangen 2010 fertigstellen. Gezeichnet hat er die Drittfassung von Mitte Oktober 2009 bis Mitte Februar 2010, daraufhin die Originale eingescannt, in ca. vier Tagen gelettert und einem Monat in Indesign koloriert.
Bei Eriks erster Präsentation in Erlangen signierte und zeichnete er acht Stunden an vier Tagen in seine Alben. Es stellte sich heraus, dass dies die bis dahin erfolgreichste Messepräsentation des Epsilon Verlages geworden ist, woraufhin Erik bereits im Juli mit dem zweiten Album beginnen konnte. Fertiggestellt hatte er es Anfang März 2011. Beim Comicfestival München 2011 konnte er das neue Album nur am Stand von David Bollers Zampano Verlag (2013 umbenannt in Virtual Graphics) präsentieren, da Epsilon dort keinen Stand gemietet hat. Dafür gewann er hier den ICOM-Preis für herausragendes Artwork.
Es folgte mit den Bänden 3 und 4 im Februar 2012 und März 2013 die erste auf zwei Alben aufgeteilte Geschichte, die vom Grundkonzept her die allererste Dédé-Geschichte war. Vor weiteren Abenteuern (und einer geplanten neuen Science-Fiction-Serie) sollen aber erst noch die Deae abgeschlossen werden.

## Wiederkehrende Figuren
- Detektiv Deschamps meldet sich am Telefon, auch neuen Klienten gegenüber, immer mit einem „Nennen Sie mich Dédé“. Er neigt zur Übergewichtigkeit und Kurzatmigkeit, was nicht verwundert bei der Größe an belegten Baguettes, die er mit Vorliebe während Observierungen vertilgt, hat aber dennoch Erfolg bei Frauen. Er hat auch die Angewohnheit in jedem Band einmal den Titel der Geschichte fallen zu lassen.
- Yvette ist seine Freundin. Auch wenn er sie mitunter für einen Fall stark vernachlässigt oder nicht gerade das gewünschte Mitbringsel von einer Reise mitbringt, kann sie ihm nie ernsthaft böse sein. Sie arbeitet zudem in Dédés Stammcafé La Lorraine als Serviererin.
- Fronsac ist der Besitzer des Cafés, ein oft mürrischer Zeitgenosse, dem Dédé aber auch mitunter die Zeche oder gar eine Miete schuldig bleibt.
- Besnard ist ein weiterer Stammkunde im La Lorraine, bevorzugter Schachpartner von Dédé und Liebhaber von Rotwein. (Kaffee sollte man dort aber ohnehin nicht trinken.)
- Océane, die Medizinstudentin, zieht im dritten Album als neue Nachbarin im Haus des Detektives ein. Sie hat auch gleich die Gelegenheit, ihre Studienkenntnisse an einem übel zugerichteten Dédé zu erproben und wechselt gerne Haarfarbe wie Outfit.

## Rezeption
- Klaus Schikowski sieht in seiner Rezension von Sind sie tot, Madame? in Comix 07/2010 „einen schwungvollen Zeichenstil – in der Mitte zwischen Semifunny und realistisch angesiedelt“ und einen „packend erzählten Thriller, der nicht nur wegen des finalen ‚Fin‘ wie direkt aus Frankreich importiert erscheint.“
- Hella von Sinnen findet Dédé anlässlich der Nominierung des ersten Albums zum Max-und-Moritz-Publikumspreis 2012 „hammermäßig gezeichnet“ und attestiert „die herrlichsten Details und Requisiten“, „souveränen Umgang mit Licht und Schatten“ und „mysteriöse Serienmorde in hohen Tempo und düsterer Atmosphäre“.[7]

## Alben-Veröffentlichung
- 2010: Dédé 1: Sind Sie tot, Madame?, Epsilon Verlag, Nordhastedt, ISBN 978-3-86693-074-2
- 2011: Dédé 2: Verlieren Sie nicht den Kopf, Epsilon Verlag, Nordhastedt, ISBN 978-3-86693-119-0
- 2012: Dédé 3: Mumien sind auch nur Menschen, Epsilon Verlag, Nordhastedt, ISBN 978-3-86693-181-7
- 2013: Dédé 4: Und dann Ruhe in Paris, Epsilon Verlag, Nordhastedt, ISBN 978-3-86693-190-9
- 2020: Dédé 5: Mir platzt gleich der Schädel, Kult Comics Verlag, Leipzig, ISBN 978-3-96430-115-4